# Nagy László (ügyvéd, 1776–1836)
Branyicskai Nagy László (Szászváros, 1776. február 4. – 1836. július 8.) ügyvéd.

## Élete
Nagy János szászváros-széki királybíró és Brúz Mária fia. Tanulását a nagyenyedi református kollégiumban 1787-ben kezdette és 1798-ban végezte. Könyvtárnoka volt az iskolának két évig, tanította a retorikát és jegyzője volt a tanári testületnek. Az iskola végeztével a kancelláriára ment és 1800-ban ügyvédnek esküdt a királyi tábla és aztán a nemes szász nemzet egyeteme előtt. Ügyvédi gyakorlatát Hunyad megyében, mint annak táblabírája, folytatta 1816-ig; amikor lemondva jövedelmes állásáról, Szászvárosnak szentelte egész munkásságát. A szászvárosi református gimnáziumban a hazai törvényeket és jogot, latin nyelvet és történelmet 24 évig ingyen tanította, sőt az ezért utólagosan megajánlott tiszteletdíjat sem fogadta el. Kolerában hunyt el 1836-ban.

## Munkája
- Jus Transsilvanico-Saxonum. Editum per Leopoldum Nagy de Branyitska. Claudiopoli, 1845. (Végén: Syntagma certarum et dubietatum, e statutis jurium municipalium saxonum in Transsilvania desumtarum et resolutarum. A szerző már 1822-ben megnyerte kinyomatásához az engedélyt. Fia Nagy Leopold adta ki).

Kéziratban maradt több tanulmánya és jegyzetei, melyeket unokája Nagy Mór az erdélyi múzeumnak engedett át.